# Subic, Zambales
Subic là một đô thị hạng 1 ở tỉnh Zambales, Philippines. Theo điều tra dân số năm 2000, đô thị này có dân số 63.019 người trong 13.882 hộ.
Đây từng là nơi đặt Căn cứ Hải quân Hoa Kỳ Vịnh Subic, vốn là một trong những căn cứ lớn nhất của quân đội Hoa Kỳ bên ngoài đại lục Hoa Kỳ.

## Các đơn vị hành chính
Subic được chia thành 16 barangay:
| - Aningway Sacatihan - Asinan Poblacion - Asinan Proper - Baraca-Camachile (Pob.) - Batiawan - Calapacuan - Calapandayan (Pob.) - Cawag | - Ilwas (Pob.) - Mangan-Vaca - Matain - Naugsol - Pamatawan - San Isidro - Santo Tomas - Wawandue (Pob.) |